# Gerhard Willke
Gerhard Willke (* 1945) ist Professor für Wirtschaftspolitik an der Hochschule für Wirtschaft und Umwelt Nürtingen-Geislingen.

## Leben
Willke studierte Politikwissenschaft und promovierte zum Dr. rer. pol. Anschließend war er vier Jahre Professor am Europäischen Hochschulinstitut in Florenz. Er habilitierte sich an der Universität Tübingen mit einer Arbeit über strukturelle Arbeitslosigkeit. Danach war er mehrere Jahre im Staatsministerium sowie im Wissenschaftsministerium Baden-Württemberg tätig. Schließlich wirkte er als Professor für Wirtschaftspolitik an der Hochschule für Wirtschaft und Umwelt Nürtingen-Geislingen.

## Schriften
- Die Zukunft unserer Arbeit, Campus, Frankfurt am Main 1999, ISBN 978-3-593-36332-5.
- John Maynard Keynes, Campus, Frankfurt am Main 2002, ISBN 3-593-37034-4.
- Neoliberalismus, Campus, Frankfurt am Main 2003, ISBN 978-3-593-37208-2.
- Kapitalismus. Campus, Frankfurt am Main 2006, ISBN 978-3-593-38199-2 (google).
- Armut – was ist das? Eine Grundsatzanalyse, Murmann, Hamburg 2011, ISBN 978-3-86774-126-2.
- mit Helmut Willke: Political Governance of Capitalism: A Reassessment Beyond the Global Crisis, 2012, ISBN 978-1-78100-618-4.